# أنطوان دانييل
أنطوان دانييل (بالفرنسية: Antoine Daniel)‏ هو كاهن كاثوليكي فرنسي، ولد في 27 مايو 1601 في دييب في فرنسا، وتوفي في 4 يوليو 1648 في أونتاريو في كندا.